# Батохромный сдвиг
Батохромный сдвиг (батохромный эффект) — смещение спектральной полосы в длинноволновую область под влиянием заместителей или изменений среды. Противоположен гипсохромному сдвигу — смещению полосы в коротковолновую область.
Чаще всего о батохромном сдвиге говорят в рамках оптической спектроскопии и электронной теории цветности органических соединений, при этом разделяются два различных явления — смещение определенной полосы поглощения в ряду структурно сходных соединений под влиянием замещения различными функциональными группами и смещение спектральной полосы индивидуального химического соединения под действием окружающей его среды — например, при изменении полярности растворителя или его сольватирующей способности по отношению к данному веществу (сольватохромия).
В некоторых случаях причиной батохромного сдвига в спектре поглощения раствора соединения может быть изменение его структуры под действием других веществ (кислот, оснований, солей), присутствующих в растворе (галохромия).